# Niipperi
Niipperi est un quartier de la ville d'Espoo en Finlande.

## Description
Niipperi compte 3 443 habitants (31.12.2016).
Ses voisins sont Kalajärvi, Vanhakartano, Perusmäki et Vantaa.